# Héctor Tizón

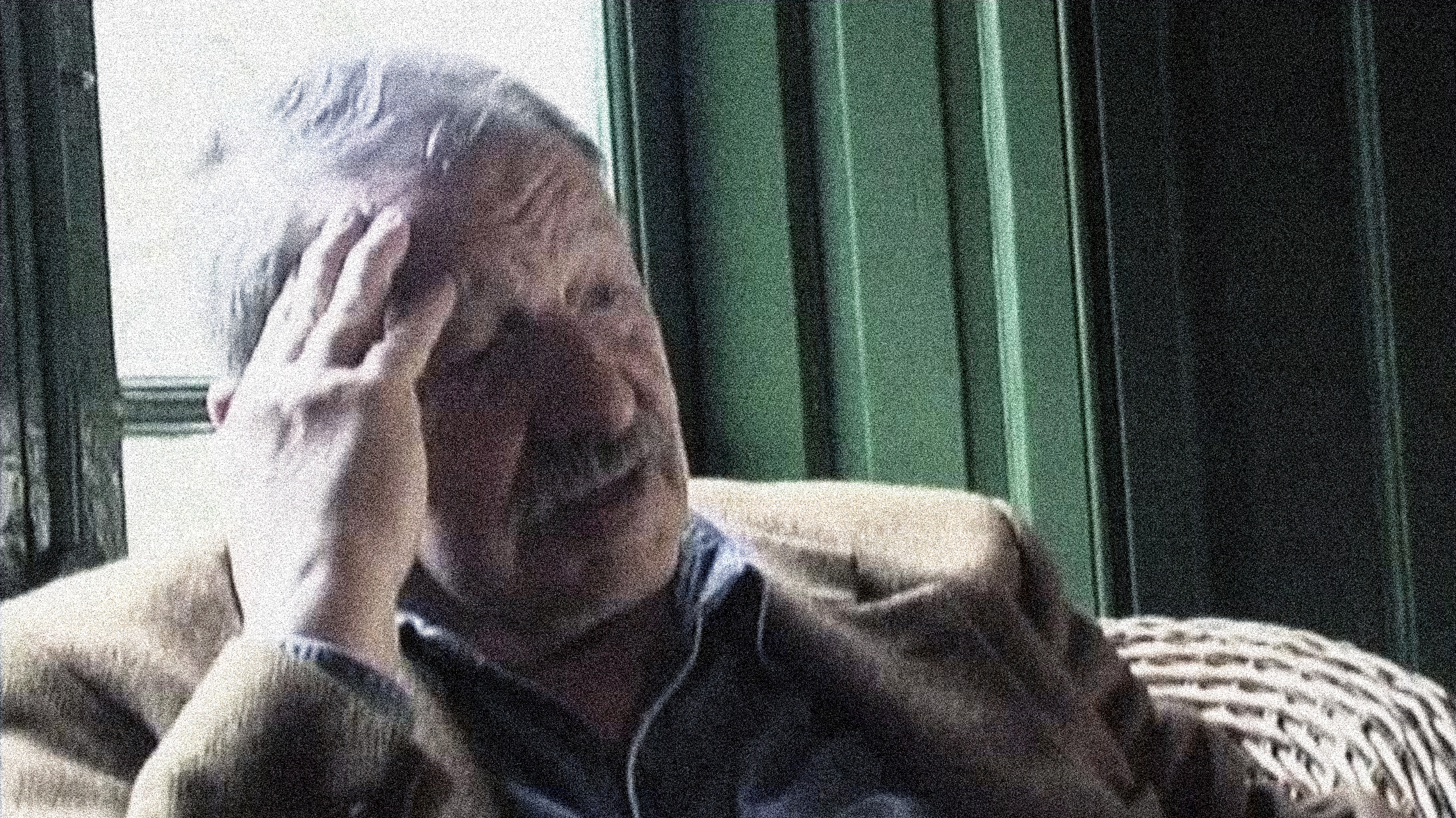
Retrato de Hector Tizon durante la grabación de "Le Mot Just"

Héctor Tizón (Termas de Rosario de la Frontera, Argentina, 21 de octubre de 1929 -  San Salvador de Jujuy, Jujuy, 30 de julio de 2012) fue un escritor, periodista, abogado y diplomático argentino.

## Biografía
Nació "por casualidad o mito" en el hotel Termas de Rosario de la Frontera , en la provincia de Salta, un 21 de octubre de 1929, mientras su madre Leonor Lagomarsino recibía un tratamiento de aguas termales, lo que aceleró el parto e impidió que naciera en Yala, Provincia de Jujuy, dónde estaba su hogar y dónde Tizón quiso nacer. Hasta el fin de su vida el escritor sostuvo en numerosas entrevistas y biografías que Yala era su lugar de nacimiento, donde estableció su hogar, desde el que hizo su premiada creación literaria. Recién en el prólogo de sus Cuentos Completos, la prologuista Dra. Leonor Fleming descubrió su casual lugar de nacimiento, lo que forzó a Tizón a reconocerlo en caso de necesidad . Hizo de su querido pueblo natal, la pintoresca e histórica localidad de Yala, un auténtico mito autobiográfico y literario que nadie tiene derecho a refutar. Como la escritora Prof. Susana Quiroga , representante de SADE filial Jujuy declaró en sus funerales, zanjando definitivamente el asunto y la posible controversia:
“Ahora está todo dicho, Héctor  Tizón es de Yala y Yala es de Héctor Tizón."(agosto de 2012)
Entre 1943 y 1948 cursó sus Estudios secundarios en Salta y publicó sus primeros cuentos en el diario El Intransigente. Formó parte del grupo regional La Carpa, formado en la década de 1940 por las provincias del noroeste argentino.
En 1949 se radicó en La Plata. Diplomado en Derecho en el año 1953, inició en 1958 su carrera diplomática. Fue agregado cultural en México, donde se vinculó con los escritores Juan Rulfo, Ernesto Cardenal, Ezequiel Martínez Estrada, Augusto Monterroso y Tomás Segovia, y luego cónsul en Milán. 
Abandonó la diplomacia en 1962 y, de regreso en Argentina, desempeñó brevemente el cargo de Ministro de Gobierno, Justicia y Educación de la provincia de Jujuy
Dirigió el diario Proclama. En 1976 se exilió en España, donde trabajó en editoriales, diarios y revistas.
Afiliado a la Unión Cívica Radical, en 1986 fue elegido presidente de la Convención Constituyente que reformó la Constitución de la Provincia de Jujuy. Representó, además, como convencional a su provincia en la Convención Nacional que reunida en Santa Fe sancionó la Reforma Constitucional de 1994 integrando el bloque radical presidido por Raúl Alfonsín. 
A mediados de la década de 1990, a instancias de la minoría radical, la legislatura jujeña lo designa Juez del Superior Tribunal de Justicia, como  Decano, y Vicepresidente del cuerpo.
Viajó largamente por el mundo; como embajador de 1958 a 1962, como exiliado de 1976 a 1982, pero "su lugar en el mundo", al que volvía una y otra vez, fue siempre Yala, donde se radicó tempranamente cuando su padre fue nombrado jefe de la estación local. 
Su primer libro fue publicado en México en 1960, A un costado de los rieles. Parte de su obra, siempre fiel a sus raíces y su lugar de origen con sus mitos e historias, ha sido traducida al francés, inglés, ruso, polaco, alemán y serbocroata. Su obra ha sido distinguida con varios premios, incluyendo el «Konex de Brillante», así como con los de «Consagración Nacional», Academia Argentina de Letras, y «Gran Premio de Honor» de la Sociedad Argentina de Escritores, y del Fondo Nacional de las Artes. Fue declarado Ciudadano Ilustre y recibió una medalla por su trayectoria, labor y virtud de su extensa obra de gran importancia para la literatura universal. Recibió en 1996 la condecoración de Caballero de la Orden de las Artes y las Letras de Francia, y el Premio Dos Océanos en 1999 por su novela Luz de las crueles provincias.
Su esposa fue Flora Guzmán, destacada lingüista, crítica literaria y doctora en Filología hispánica por la Universidad Complutense de Madrid.
El Centro Cultural Héctor Tizón de San Salvador de Jujuy fue nombrado en su honor, como así también calles de diferentes ciudades.

## Obras
Novelas
- Fuego en Casabindo (1969)
- El cantar del profeta y el bandido (1972)
- Sota de bastos, caballo de espadas  (1975)
- La casa y el viento (concluido en España en 1982, publicado en Argentina en 1984)
- El viaje (1988)
- El hombre que llegó a un pueblo (1988)
- Luz de las crueles provincias (1995)
- La mujer de Strasser (1997)
- Extraño y pálido fulgor (1999)
- El viejo soldado (escrito en el exilio, publicada en 2002)
- La belleza del mundo (2004)

Cuentos
- petróleo.
- A un costado de los rieles (1960)
- El jactancioso y la bella (1972)
- El traidor venerado (1978)
- El gallo blanco (1992)

Otros
- La España borbónica (1978) Ensayo.
- Recuento (1984) (antología personal)
- Tierras de frontera (1998) Ensayo.
- Obra completa (1998)
- No es posible callar (2004) Ensayos .
- Cuentos completos (2006)
- El resplandor de la hoguera (2008) Memorias.
- Memorial de La Puna.
- Ciego en la resolana.

### La Puna como lenguaje
En un artículo, se explicó refiriéndose a la obra de Tizón: "El paisaje no es el marco que encuadra la historia o los personajes; el paisaje es la historia misma, porque así como el personaje engendra el paisaje, en un movimiento de endogénesis, también los personajes y sus historias solo pueden ser concebidos en ese paisaje".
Si bien en la obra de Tizón existen situaciones que se dan en lugares puntuales como la Puna de Atacama, las historias que en sus textos se cuentan exceden cualquier regionalismo y folclore, centrándose más bien en los problemas universales del hombre, esto es, la vida, la muerte, el amor, el sentido de la amistad, el odio, etcétera.

### Sobre la génesis de sus relatos
Al referirse al modo de crear sus cuentos, Tizón nos dice: "Generalmente, un cuento se me da por medio de la imagen, no algo que veo con los ojos sino una imagen que puedo prever, una imagen mental. El otro camino puede ser una frase cualquiera". Y, acerca del dominio de su oficio, el escritor habla de "herramientas" que están "en los almacenes universales del arte de escribir" y "algunas que me he fabricado yo mismo adaptándolas a otras".

### Estilo y límites
Si prestamos atención a la cantidad de libros escritos, el novelista gana al cuentista; pero si se atiene a la factura de la obra, en ambos géneros Tizón prefiere la intensidad y el límite propios del cuento. Da la impresión de querer verter toda su potencia narrativa no tanto en el argumento como en la atmósfera; y lo hace con parquedad magistral, en absoluto presuntuosa, no derrochando palabras, contando la historia como si las palabras pudiesen herir al lector si se abusa de ellas.

### Características de su producción literaria
En términos generales, interesa remarcar dos momentos de su producción literaria, inseparables de su biografía: el antes y el después del exilio, de su salida forzosa de Yala. Tizón, aunque obsesionado por el arraigo, se exilió en España (1976-1982) durante la dictadura militar de la Argentina y es donde se produce un cambio fundamental que interviene profundamente su universo literario. La primera etapa podría estar representada por los libros escritos antes del exilio, como las novelas "Fuego en Casabindo" y "El cantar del profeta y el bandido"; y los cuentos "El jactancioso y la bella" y "El traidor venerado". A la segunda etapa se le adscribe lo escrito durante el destierro y después de él. Su tema recurrente es ahora el abandono de lo propio. "La casa y el viento" es, por ejemplo, la crónica del exilio, de la huida onírica a través de la Puna en un intento tal vez desesperado por salvar su vida. El cuento "Los árboles" retoma el tema de la desolación del extranjero, la imposibilidad (vivida intensamente por él mismo) de no poder crear en una tierra extraña. Al regreso a la Argentina, la novela "El hombre que llegó a un pueblo" es el fracaso de esa llegada. El cuento "Regreso" narra las perplejidades de un regreso imposible.

## Filmografía
- Le mot juste (documental biográfico), dirigida por Eduardo Montes Bradley. Argentina, 2004.
- El destino (en Internet Movie Database, en inglés), película de Miguel Pereira basada en la novela El hombre que llegó a un pueblo, ganadora del Premio del Jurado Ecuménico del Festival Internacional de Karlovy Vary 2006, España/Argentina, 2006.
- Petróleo, película basada en el cuento del mismo nombre, cine independiente, dirigida por Nicolás Ballistreri, y protagonizada por Juan Carlos Nozzy, con gran elenco. San Nicolás, Argentina, 2013-2014.